# Malavalli
Malavalli är en ort i Indien.   Den ligger i distriktet Mandya och delstaten Karnataka, i den södra delen av landet, 1 800 km söder om huvudstaden New Delhi. Malavalli ligger 625 meter över havet och antalet invånare är 38 129.
Terrängen runt Malavalli är platt. Runt Malavalli är det ganska tätbefolkat, med 230 invånare per kvadratkilometer. Det finns inga andra samhällen i närheten. Omgivningarna runt Malavalli är en mosaik av jordbruksmark och naturlig växtlighet.